# Guadeloupepassagen

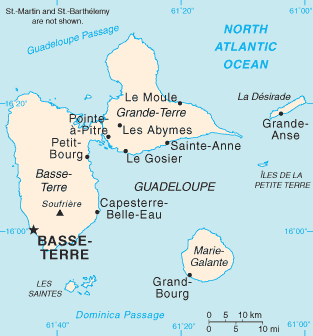
Karta över Guadeloupe med passagen uppe till vänster.

Guadeloupepassagen (engelska: Guadeloupe Passage) är ett sund i Västindien på koordinaterna 16°45′N 61°30′V / 16.75°N 61.5°V. Sundet separerar Guadeloupe från Montserrat samt Antigua och Barbuda.